# Звёздная машина

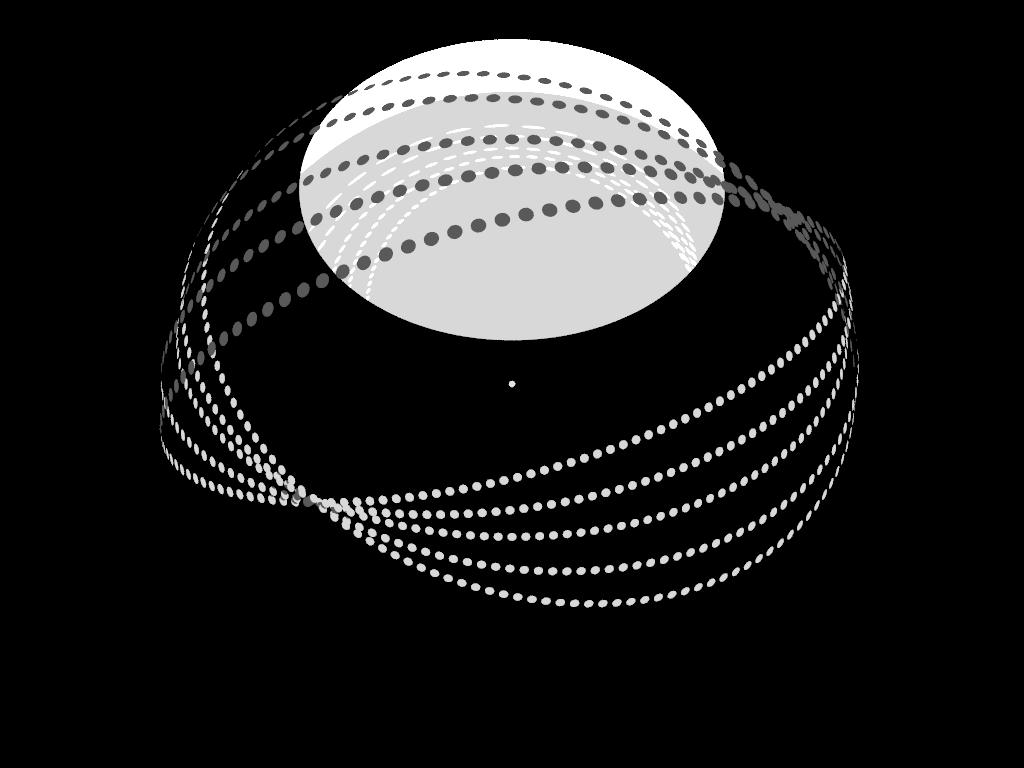
Диаграмма звёздной машины класса C (в масштабе), построенной возле звезды, похожей на Солнце. Она состоит из частичного роя Дайсона, включающего 5 колец Дайсона, собирающих солнечную энергию (компонент класса B) и большого статического двигателя Шкадова (компонент класса A). Вид из точки ниже плоскости эклиптики на расстоянии примерно 2,8 Система ускоряется в направлении, задаваемом вектором, проходящем от центра звезды к центру двигателя Шкадова, который висит над северным полюсом звезды (по отношению к эклиптике) на расстоянии 1 а.е. от неё.

Звёздные машины — класс гипотетических мегаструктур, которые используют излучение звезды для производства пригодной к использованию энергии. Некоторые их разновидности используют энергию для создания тяги и придания ускорения звезде и её планетной системе в заданном направлении. Построение такой системы позволит отнести её создателей к цивилизации второго типа по шкале Кардашёва.
Существуют три разновидности подобных мегаструктур.

## Класс A (двигатель Шкадова)
Одним из простых примеров звёздной машины является двигатель Шкадова (названный в честь Леонида Михайловича Шкадова, впервые предложившего его конструкцию), или звёздная машина класса A. Такой двигатель представляет собой силовую установку звёздного масштаба, состоящую из огромного зеркала — солнечного паруса достаточно больших размеров, световое давление на который уравновешено гравитационным притяжением звезды. Поскольку давление излучения звезды в результате приобретёт несимметричный характер (то есть в одном из направлений будет излучаться больше энергии), разница в давлении создаёт тягу, и звезда начинает ускоряться в направлении парящего над ней паруса. Такая тяга и ускорение будут крайне небольшими, но такая система может оставаться стабильной в течение тысячелетий. Планетная система звезды будет перемещаться вместе с самой звездой.
Для такой звезды, как Солнце, со светимостью 3,85⋅1026 Вт и массой 1,99⋅1030 кг, общая тяга, производимая отражением половины солнечного излучения, будет равна 1,28⋅1018 ньютонов. За временной промежуток в 1 миллион лет это даст изменение скорости на 20 м/с и удаление от исходной позиции на 0,03 световых года. Через один миллиард лет скорость будет составлять 20 км/с, а удаление от исходной позиции — 34000 световых лет, что немного превышает одну треть ширины галактики Млечный Путь.

## Класс B
Звёздная машина класса B — это сфера Дайсона или какой-либо из её вариантов, построенная около звезды. Используя разницу температур звезды и межзвёздной среды, она позволяет извлекать из системы энергию, возможно, с использованием термоэлектрических явлений. В отличие от двигателя Шкадова, такая система не предназначена для создания тяги. Концепция мозга-матрёшки основана на представлении о машине класса B, в которой энергия извлекается для определённой цели: обработки данных.

## Класс C
Звёздная машина класса C объединяет два предыдущих класса, осуществляя как создание тяги, так и генерирование энергии.
Оболочка Дайсона, внутренняя поверхность которой частично является зеркальной, будет представлять собой один из возможных вариантов такой системы (хотя, как и обычная оболочка, она будет иметь проблемы со стабильностью). Сфера Дайсона по своей конструкции также является двигателем Шкадова, если расположение статичных компонентов является асимметричным; добавление возможностей по генерации энергии к компонентам такой системы является тривиальной задачей по сравнению с её сооружением.

#### Двигатель Каплана
Астрофизик Мэтью Каплан (Matthew E. Caplan) из Университета штата Иллинойс предложил тип звездного двигателя, который использует сфокусированное излучение звезды (используя статические зеркала машины класса A) для нагрева регионов на поверхности звезды и создания лучей солнечного ветра для сбора в тело двигателя, подобного двигателю Бассарда, электромагнитными полями. Двигатель, используя ядерный синтез, производит поток плазмы для стабилизации своего положения относительно звезды и поток радиоактивного кислорода-14 для тяги. Используя элементарные расчёты, предполагающие максимальную эффективность, Каплан оценивает, что двигатель будет использовать 1012 кг звёздного материала в секунду для создания максимального ускорения 10−9 м/с2, что даёт скорость 200 км/с через 5 миллионов лет и расстояние в 10 парсек за 1 миллион лет. Хотя теоретически двигатель мог бы работать в течение 100 миллионов лет, учитывая скорость потери массы Солнца, Каплан считает, что 10 миллионов лет достаточно для предотвращения столкновения звёзд. Концепция была разработана по запросу научно-популярного YouTube-канала Kurzgesagt.